# Усенко Анатолій Васильович
Анатолій Васильович Усенко (нар. 18 травня 1950) — український радянський діяч, сталевар Криворізького металургійного заводу «Криворіжсталь» імені Леніна Дніпропетровської області. Депутат Верховної Ради УРСР 10-го скликання.

## Біографія
Освіта середня спеціальна.
З 1970 року — підручний сталевара, з 1977 року — сталевар Криворізького металургійного заводу «Криворіжсталь» імені Леніна Дніпропетровської області.
Потім — на пенсії в місті Кривому Розі Дніпропетровської області.

## Нагороди
- медаль «За трудову доблесть» (13.09.1974)